# Салустіано де Олосага-і-Алмандос
Салустіано де Олосага-і-Алмандос (ісп. Salustiano de Olózaga y Almandoz; 8 червня 1805 — 23 вересня 1873) — іспанський історик, письменник, дипломат і політик, мер Мадрида, голова іспанського уряду наприкінці 1843 року.

## Життєпис
Вивчав філософію в Сарагосі й Мадриді. Після придушення виступів лібералів 1831 був змушений виїхати до Сен-Жан-де-Люз. 1835, після смерті короля Фернандо VII повернувся на батьківщину, де отримав пост губернатора Мадрида. За рік був обраний до лав парламенту. Активно працював над конституцією 1837 року. У той же період Марія-Христина Бурбон-Сицилійська призначила Олосагу вихователем малолітньої Ізабелли II.
Олосага підтримував прогресивну політику Бальдомеро Еспартеро. Коли останній став регентом, Олосага отримав призначення на посаду посла Іспанії в Парижі. В листопаді 1842 року, повернувшись на батьківщину, очолив парламент до січня 1843 року. Після повалення режиму Еспартеро Олосага головував на засіданні кортесів, коли 13-річну Ізабеллу було достроково оголошено повнолітньою та здатною правити самостійно.
20 листопада 1843 року королева призначила Олосагу на пост голови Ради міністрів. Одночасно він виконував обов'язки міністра закордонних справ. 29 листопада того ж року Луїс Гонсалес Браво звинуватив Олосагу в намірах розпустити парламент і використати державну владу для забезпечення влади королеви. Зрештою, 5 грудня Олосага був змушений піти у відставку та знову виїхати до Франції. Повернувся на батьківщину 1847 року. Від червня до вересня 1856 року знову був послом Іспанії в Парижі.
У вересні-жовтні 1868 року Олосага був серед політиків, які підтримали генерала Хуана Прима й революцію, що призвела до зречення Ізабелли II. За рік Олосага став одним з основних авторів нової конституції, що передбачала запровадження конституційної монархії та сходження принца Амадео на іспанський трон.
Від 4 квітня до 2 жовтня 1871 року Олосага знову очолював парламент, а потім, до самої своєї смерті, перебував на посаді посла Іспанії в Парижі.